# این و آن
این و آن یک مجموعه تلویزیونی ایرانی به کارگردانی حسن تهرانی است که پیش از انقلاب، از تلویزیون ملی ایران پخش گردید.

## خلاصه داستان
در هر قسمت از این مجموعه تلویزیونی، یکی از معضلات اجتماعی با زبانی طنز و انتقادآمیز، به تصویر کشیده می‌شد.

## بازیگران و عوامل تولید

### بازیگران
- ایران جلالی (ملوسک)
- فیروز وکیلی
- جواد میرمیران
- رویا
- آذین

### عوامل تولید
- نویسنده، تهیه‌کننده و کارگردان: حسن تهرانی
- فیلمبردار: ابوالقاسم ناسوتی
- تدوین: حسن قشقایی
- محصول: تلویزیون ملی ایران